# 大和村立東小学校古道分校
大和村立東小学校古道分校（やまとそんりつ ひがししょうがっこう　ふるみちぶんこう）は、かつて岐阜県郡上郡大和村（現・郡上市大和町）に存在した公立小学校。

## 概要
- 東小学校の分校であり、現在の郡上市大和町古道が校区であった。元々は大和村立山田小学校（現・郡上市立大和南小学校）の分校であったが、1956年に東小学校開校とともに東小学校に移管された。1965年時点の児童数は6名。
- 1967年に通年の分校としては廃校されたが、1976年まで冬季分校として存続した。

## 沿革
- 1882年（明治15年） - 古道村に西俣学校古道分教場を設置。
- 1886年（明治19年） - 下栗巣簡易科小学校古道分教場に改称する。
- 1893年（明治26年） - 下栗巣尋常小学校古道分教場に改称する。
- 1897年（明治30年）4月1日 - 徳永村、河辺村、神路村、牧村、古道村、栗巣村が合併し、山田村が発足。
- 1898年（明治31年） - 廃校。
- 1901年（明治34年） - 徳永尋常小学校古道分教場として再開。
- 1901年（明治34年） - 山田尋常高等小学校古道分教場に改称する。
- 1941年（昭和16年）4月1日 - 山田国民学校古道分教場となる。
- 1947年（昭和22年） - 山田村立山田小学校古道分校に改称する。
- 1955年（昭和30年）3月28日 - 西川村、弥富村、山田村が合併し、大和村が発足。同時に大和村立山田小学校古道分校となる。
- 1956年（昭和31年）4月1日 - 山田小学校下栗巣分校が独立し、大和村立東小学校として開校。同時に古道分校は、山田小学校から東小学校に移り、大和村立東小学校古道分校となる。
- 1967年（昭和42年）
  - 3月 - 廃校。
  - 12月 - 古道冬季分校となる。
- 1976年（昭和51年）3月 - 廃校。